# Mouy-sur-Seine
Mouy-sur-Seine [mwi syʁ sɛn] ist eine französische Gemeinde mit 357 Einwohnern (Stand 1. Januar 2022) im Département Seine-et-Marne in der Region Île-de-France. Sie gehört zum Arrondissement Provins und zum Kanton Provins.
Die Einwohner werden Mouytois genannt.

## Geographie
Das Gemeindegebiet liegt am nördlichen Ufer der Seine gegenüber von Bray-sur-Seine 22 Kilometer nördlich der Stadt Sens. Im Norden des Gemeindegebietes fließt der Ruisseau des Méances.

## Geschichte
Zur gallorömischen Zeit lag der Ort an der Römerstraße, die Lyon mit Boulogne-sur-Mer verband.
Der Ortsname wird im 11. Jahrhundert erstmals als Moysei überliefert. Weitere Nennungen waren Moisium (1163), Moisy (1201), Moisy-sur-Seine (1335), Moysiacum propre Brayum (1400), Moy-lès-Bray-sur-Seine (1512), Moysy (1674), Moisy (1757) und Mouy (1801).

## Bevölkerungsentwicklung
| Jahr      | 1962 | 1968 | 1975 | 1982 | 1990 | 1999 | 2007 | 2019 |
| Einwohner | 327  | 300  | 326  | 354  | 358  | 381  | 373  | 359  |

## Sehenswürdigkeiten
- Kirche Sainte-Geneviève, erbaut 1767

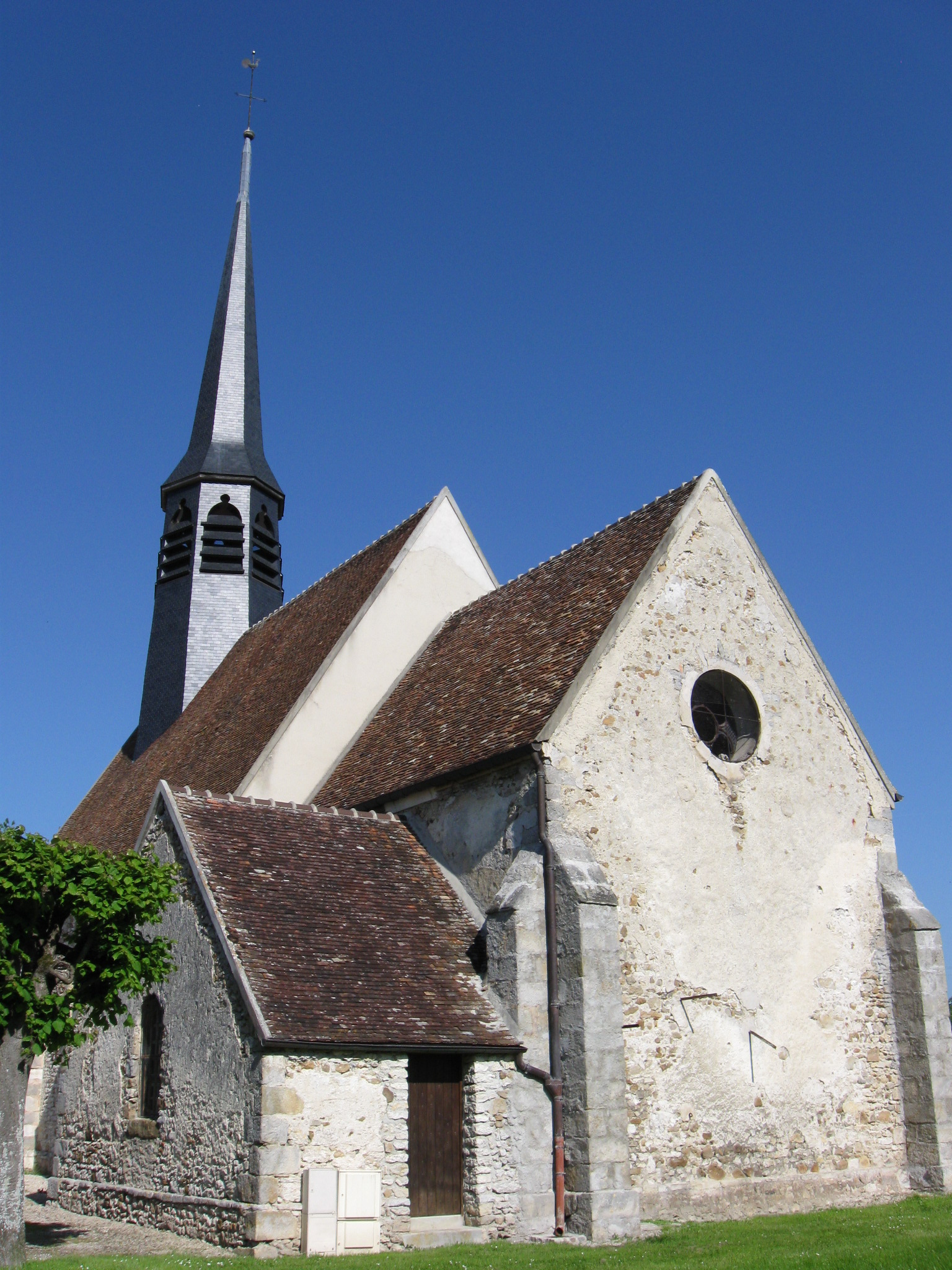
Kirche Sainte-Geneviève